# Главина Доња
Главина Доња је насељено место у саставу града Имотског, Сплитско-далматинска жупанија, Република Хрватска.

## Географски положај
Налази се 1 км југозападно од Имотског.

## Становништво
На попису становништва 2011. године, Главина Доња је имала 1.748 становника.
| Број становника по пописима | Број становника по пописима | Број становника по пописима | Број становника по пописима | Број становника по пописима | Број становника по пописима | Број становника по пописима | Број становника по пописима | Број становника по пописима | Број становника по пописима | Број становника по пописима | Број становника по пописима | Број становника по пописима | Број становника по пописима | Број становника по пописима | Број становника по пописима |
| --------------------------- | --------------------------- | --------------------------- | --------------------------- | --------------------------- | --------------------------- | --------------------------- | --------------------------- | --------------------------- | --------------------------- | --------------------------- | --------------------------- | --------------------------- | --------------------------- | --------------------------- | --------------------------- |
| 1857                        | 1869                        | 1880                        | 1890                        | 1900                        | 1910                        | 1921                        | 1931                        | 1948                        | 1953                        | 1961                        | 1971                        | 1981                        | 1991                        | 2001                        | 2011                        |
| 797                         | 0                           | 795                         | 923                         | 1.099                       | 1.245                       | 1.152                       | 1.422                       | 1.272                       | 1.354                       | 1.471                       | 1.518                       | 1.661                       | 1.731                       | 1.770                       | 1.748                       |

Напомена: У 1991. смањено издвајањем дела подручја у самостално насеље Медвидовића Драга, за које и садржи податке од 1857. до 1961. До 1931. исказивано је под именом Главина. У 1869. подаци су садржани у насељу Имотски. У 1857. и од 1880. до 1931. садржи податке за насеље Главина Горња. Од 1948. до 1961. исказивано као део насеља.

### Попис 1991.
На попису становништва 1991. године, насељено место Главина Доња је имало 1.731 становника, следећег националног састава:
| Попис 1991.‍   | Попис 1991.‍  | Попис 1991.‍ | Попис 1991.‍ | Попис 1991.‍ |
| ------------- | ------------ | ----------- | ----------- | ----------- |
|               |              |             |             |             |
| Хрвати        | Хрвати       |             | 1.326       | 76,60%      |
| Срби          | Срби         |             | 331         | 19,12%      |
| Југословени   | Југословени  |             | 9           | 0,51%       |
| Грци          | Грци         |             | 2           | 0,11%       |
| Црногорци     | Црногорци    |             | 2           | 0,11%       |
| Мађари        | Мађари       |             | 1           | 0,05%       |
| Немци         | Немци        |             | 1           | 0,05%       |
| Словенци      | Словенци     |             | 1           | 0,05%       |
| остали        | остали       |             | 6           | 0,34%       |
| неопредељени  | неопредељени |             | 19          | 1,09%       |
| непознато     | непознато    |             | 33          | 1,90%       |
| укупно: 1.731 |              |             |             |             |

## Црква
У селу се налазила православна црква Успење Пресвете Богородице из 1722. године, срушена до темеља 1992. Касније је обновљена. 

## Познате личности
- Вељко Кадијевић, генерал ЈНА
- Неда Украден, певачица